# فیوتیگا
فیوتیگا (به انگلیسی: Futiga) یک منطقهٔ مسکونی در ایالات متحده آمریکا است که در ساموآی آمریکا واقع شده‌است. فیوتیگا ۴٫۳۳ کیلومتر مربع مساحت و ۴۹۸ نفر جمعیت دارد.